# 垛集
垛集，中国明朝征兵方法之一，是卫所军士主要来源。
明朝初年规定，百姓三丁以上垛正军一名。正军死后，以贴户丁来补充。明成祖即位，命令正军、贴户更代，贴户家中是单丁的被免除，当军之家免除一丁徭役。